# Gigantothrips nigrodentatus
Gigantothrips nigrodentatus (лат.) — вид трипсов рода Gigantothrips из семейства Phlaeothripidae (Thysanoptera).

## Распространение и история изучения
Этот вид был первоначально описан с острова Ява (Индонезия), но из-за крупных размеров тела рассматривался как представитель подсемейства Idolothripinae в составе невалидного рода Cercothrips. После сравнения типовых образцов вид был определен Маундом (Mound, 1968) как принадлежащий к Phlaeothripinae в качестве вида Gigantothrips. Самка и самец, взятые Маундом в 1973 году были найдены на Planchonia valida (семейство Лецитисовые) на Яве. По скульптуре тела и цветовому рисунку ног он сходен с G. yunnanensis.

## Описание
Крупные трипсы (длина около 5 мм) с четырьмя бахромчатыми крыльями. От близких видов отличаются следующими признаками: IV сегмент антенн с 3 сенсорными конусами; основные волоски длинные и гиалиновые (не жёлтые и не коричневые как у сходного вида G. yunnanensis); тергиты II—V с не менее чем шестью сигмовидными крыловидными волосками; пронотальные заднебоковые углы мелкие, значительно меньше передних; передние голени жёлтые. Передний край переднеспинки максимум с четырьмя парами волосков.  Голова значительно длиннее ширины, щёки параллельны с несколькими крепкими волосками; глаза нормальные, постокулярные волоски обычно не развиты; стилеты втянуты на одну треть головы, сближены; усики тонкие, 8-сегментные.